# Atentados contra policías de Oakland de 2009
Los atentados contra policías de Oakland de 2009 tuvieron lugar en el transcurso del sábado 21 de marzo del 2009, cuando Lovelle Mixon, un delincuente convicto buscado mediante una resolución judicial por una violación de libertad condicional sin fianza, disparó fatalmente a cuatro agentes de policía de Oakland, California. Mixon inicialmente disparó y mató a dos agentes de policía de Oakland durante una parada de tráfico. Después de escapar a pie hasta el apartamento cercano de su hermana, Mixon luego mató a dos oficiales de policía del equipo SWAT que intentaban detenerlo. A continuación, Mixon murió cuando agentes respondieron al fuego.
Los homicidios se convirtieron en uno de los peores días para las fuerzas del orden en la historia de California. Fue el ataque más mortífero contra oficiales de policía de California desde el incidente de Newhall en 1970, cuando cuatro agentes de la Patrulla de Caminos de California fueron muertos a tiros por dos hombres en Santa Clarita, California. También fue el ataque más mortífero contra fuerzas del orden de los Estados Unidos desde los atentados del 11 de septiembre, hasta que fue igualado por el asesinato de cuatro oficiales de policía en Lakewood, Washington en noviembre de 2009, y superado por un tiroteo en Dallas, Texas, en julio de 2016 que mató a cinco agentes de policía.

## Detalles

### Doble violación
En la mañana del 21 de marzo, aproximadamente a las 5:40 a. m., siete horas antes de la primera parte del atentado de Mixon contra los oficiales, dos mujeres jóvenes de aproximadamente 20 años de edad estaban preparando un puesto de comidas en High Street e International Boulevard. Mixon se acercó a las mismas y sacó un arma de fuego (que se cree que es la que usó horas más tarde en el tiroteo), las hizo marchar cuatro cuadras a punta de pistola, las violó, y luego huyó de la escena.

### Parada de tráfico en MacArthur Boulevard
A las 1:08 p. m. PDT, aproximadamente siete horas después de las violaciones, el sedán Buick 1995 color bordó de Mixon fue detenido por dos agentes en motocicleta, el oficial John Hege y el sargento Mark Dunakin, por una violación de tráfico, en el bloque 7400 de MacArthur Boulevard, en el este de Oakland, a una cuadra de Eastmont Town Center y una subestación del Departamento de Policía de Oakland. Después de recoger la licencia de conducir de Mixon, el sargento Dunakin comenzó a sospechar que la licencia era falsa e hizo una seña a su compañero, el oficial Hege, para detener a Mixon. Mixon tomó una pistola semiautomática, se inclinó por la ventana lateral del vehículo, y sin previo aviso abrió fuego, disparando metódicamente a ambos oficiales en dos ocasiones. Después de que los agentes se derrumbaron al suelo, se bajó del vehículo, se acercó a ellos y disparó estilo ejecución directamente en sus espaldas. A continuación, se mantuvo de pie brevemente sobre los cuerpos antes de huir a pie. Aquellos que escucharon los disparos informaron que Mixon había disparado seis disparos. Ninguno de los agentes fue capaz de devolver el fuego. Mixon fue visto por última vez huyendo hacia el oeste en los alrededores del vecindario de 74th Avenue hacia el sur.
Mientras Mixon huyó, algunos testigos llamaron al 911, mientras que otros corrieron hacia los oficiales heridos y comenzaron a proporcionar comodidad y reanimación cardiopulmonar hasta que ambulancias llegaron al lugar. Cuando lo hicieron, el sargento Dunakin había muerto, mientras que el oficial Hege fue herido de muerte, después de haber recibido un disparo detrás de la oreja izquierda.
Miembros de la familia de Mixon eran muy conscientes de su actividad criminal. De acuerdo con un primo, Mixon había adquirido recientemente su pistola (ilegal para un delincuente en libertad condicional), así como el Buick bordó que había estado conduciendo cuando la parada de tráfico ocurrió, mediante el uso de las utilidades de su más reciente esfuerzo penal, proxenetismo. Mixon estaba hablando con su tío, Curtis Mixon, por teléfono celular en el momento de la parada de tráfico y se comprometió a llamar de nuevo más tarde. «Pero probablemente estaba pensando en esa pieza que tenía en el coche», dijo Curtis Mixon, «y él no estaba dispuesto a volver a la cárcel».

### Cacería humana por el tirador
Se llevó a cabo una persecución intensa por Mixon, con la participación de unos 200 agentes del Departamento de Policía de Oakland, la Oficina del Sheriff del Condado de Alameda, el Departamento de Policía de BART, la Patrulla de Caminos de California, y varios organismos de diversas ciudades. Mixon fue descrito a la policía como un hombre negro que llevaba ropa negra y gafas de sol de montura metálica. Calles cercanas fueron acordonadas y un área entera del este de Oakland se cerró al tráfico. Sin embargo, debido a la ausencia de agentes de alto nivel de la policía de Oakland, las posiciones en el nuevo puesto de mando fueron autoasignadas por los comandantes en el lugar del atentado, que estaban abrumados por la respuesta de toda la ciudad. Se tardó 90 minutos para que los oficiales de alto nivel llegaran a la escena y tomaran el control de la cacería. Al final, después de que se llevó a cabo una búsqueda en el Buick, Mixon fue identificado formalmente como el sospechoso del tiroteo en MacArthur Boulevard.
Mientras la policía descendió en el vecindario, una mujer local se acercó a MacArthur Boulevard, para ver de que se trataba la conmoción. Se dio cuenta del Buick bordó, y recordó haber visto a Mixon en el coche durante los últimos días. También sabía que la hermana de Mixon vivía en un apartamento de dos dormitorios a nivel del suelo en 2755 de 74th Avenue, a una cuadra de donde fueron heridos los agentes de motocicleta. A pesar de que sabía que su vida estaría en peligro si era marcada de «soplona», la mujer decidió darle esta información a un oficial que reconoció. La información fue luego transmitida a teniente Christopher Mufarreh, que estaba investigando el posible paradero de Mixon independientemente, por un teniente de policía fuera de servicio. Sin consulta ni coordinación con sus superiores, Mufarreh ordenó a un equipo SWAT converger en la escena.
Tras reunirse con el teniente fuera de servicio y la mujer que informó de la posición actual del Mixon, Mufarreh no creía en la credibilidad de esta última como testigo ocular, ya que no vio a Mixon entrar directamente en el apartamento, y desestimó su declaración. Sin embargo, al mismo tiempo, otro testigo se había presentado con un testimonio válido de ver a Mixon entrar en el apartamento, aunque Mufarreh no estuvo al tanto de ello, ya que no había informado de nuevo al teniente que recibió el testimonio. Mufarreh ordenó que se creara un perímetro por el apartamento, mientras que los primeros miembros del equipo SWAT llegaron al lugar.
A las 2:38 p. m. Mufarreh decidió hacer al equipo SWAT entrar y despejar la planta baja de la vivienda antes de enviar a un perro de rastreo. Sin embargo, el equipo SWAT completo aún no se había reunido. A continuación, el sargento Daniel Sakai fue reasignado por Mufarreh de su posición anterior como coordinador canino al equipo SWAT.
Desconocido por el equipo SWAT, tras el tiroteo en MacArthur Boulevard con la pistola, Mixon había logrado obtener una carabina SKS con una bayoneta calada, probablemente almacenada en el apartamento de su hermana.
La policía finalmente llegó a la conclusión de que la vida de las personas en el edificio de apartamentos de tres pisos podrían estar en riesgo, por lo que no podían permitirse el lujo de poner barricadas en el edificio y esperar. Se determinó que debido a la ubicación del apartamento de la hermana de Mixon dentro del edificio, no había manera de asegurarse de que los otros residentes podrían ser llevados con seguridad a través de la única puerta de entrada principal a la calle. Mufarreh decidió enviar a los oficiales de SWAT prematuramente, evaluando que el nivel de amenaza era bajo debido a una alta improbabilidad de que Mixon estuviera realmente presente en el interior del apartamento. El comandante táctico capitán Rick Orozco aprobó el plan de Mufarreh.

### Tiroteo en 74th Avenue
A las 3:02 p. m., oficiales de los equipos SWAT irrumpieron en el apartamento, rompiendo la puerta, mientras lanzaban granadas aturdidoras.
En el momento de la incursión, la habitación estaba mal iluminada. El sargento Pat Gonzales entró en la habitación en primer lugar, seguido por el sargento Ervin Romans. Cuando Romans entró, fue emboscado por Mixon, que le disparó a través de la pared y la puerta de una habitación en que se había escondido, hiriéndolo de muerte. A continuación, Gonzales fue herido de bala en el hombro, aunque continuó dirigiendo al equipo dentro de la habitación. Ninguno de los oficiales todavía había logrado disparar sus armas, debido a la escasa iluminación de la habitación. Se sorprendieron momentáneamente por una mujer que gritó en voz alta y huyó del cuarto de baño.
Mientras Romans fue evacuado, uno de los otros oficiales de SWAT ubicó a Mixon al lado de la puerta del dormitorio, equipado con el rifle SKS, y le disparó. Mixon se vio obligado a retirarse dentro de la habitación y cerrar la puerta. El equipo se trasladó hacia el dormitorio y parcialmente forzó la puerta abierta. Cuando logró entrar, Sakai fue disparado y herido de muerte por Mixon. Gonzales se precipitó en la habitación de al lado y tropezó en el suelo, cayendo frente a Mixon. Mixon disparó a Gonzales mientras él estaba cayendo y pudo haber impactado a Gonzales en la cabeza, pero la bala fue desviada por el casco táctico de Gonzales, que lo protegió de lesiones. Detectando a Mixon, Gonzales abrió fuego y se le unió el sheriff adjunto del condado de Alameda, Derrick Pope; Mixon fue derribado por la andanada de disparos y murió de sus heridas a las 3:20 p. m.

## Víctimas
Durante este incidente, cuatro policías murieron en el cumplimiento del deber, y un oficial resultó herido adicionalmente.
Muertos
- Sargento de motocicleta Mark Dunakin, de 40 años de edad, había estado con el Departamento de Policía de Oakland desde 1991.[10]
- Oficial de motocicleta John Hege, de 41 años de edad, había estado con el Departamento de Policía de Oakland desde 1999.[11]
- Sargento de SWAT Ervin Romans, de 43 años de edad, había estado con el Departamento de Policía de Oakland desde 1996.[12]
- Sargento de SWAT Daniel Sakai, de 35 años de edad, había estado con el Departamento de Policía de Oakland desde 2000.[13]

Los oficiales Dunakin, Romans y Sakai murieron el 21 de marzo de 2009, mientras que el oficial Hege murió de sus heridas el 24 de marzo de 2009.
Heridos
- El sargento de SWAT Pat Gonzales recibió un disparo en el hombro izquierdo y una segunda bala rebotó de su casco.[14]

## Perpetrador
Lovelle Mixon, un residente de Oakland de 26 años de edad, fue identificado como el agresor. En el momento de los disparos, trabajaba esporádicamente como fontanero y custodio. Mixon esgrimía una pistola semiautomática de 9 mm durante la matanza en MacArthur Boulevard, y un rifle SKS durante el tiroteo en el apartamento de 74th Avenue.
Mixon tenía un extenso historial criminal. A partir de los 13 años de edad, fue detenido varias veces por lesión corporal, y para la edad de 20 cumplía una condena en la prisión estatal de Corcoran después de una condena por delito grave de asalto a mano armada y robo a mano armada en San Francisco. Después de que fue puesto en libertad condicional, Mixon entraba y salía de la cárcel. Cuando los tiroteos ocurrieron, él vivía en el este de Oakland en la casa de su abuela y era buscado por una orden de detención sin fianza por violar sus condiciones de libertad condicional actuales. El 20 de marzo de 2009, el día antes de los tiroteos, el Departamento de Policía de Oakland supo que Mixon tenía un vínculo de ADN con la violación de una niña de doce años de edad el 5 de febrero de 2009, que fue arrastrada fuera de la calle a punta de arma de fuego en el barrio al este de Oakland donde vivía la hermana de Mixon. El 4 de mayo de 2009, un laboratorio estatal no solo confirmó este enlace, sino que también confirmó que Mixon robó y violó a dos mujeres jóvenes alrededor de siete horas antes de los disparos (véase más arriba). Los investigadores dijeron que Mixon pudo haber cometido varias otras violaciones durante los últimos meses, aunque no hay condenas o acusaciones que hubieran sido realizadas antes de su muerte. Hubiera Mixon sido detenido por su violación de libertad condicional, se habría enfrentado a como máximo seis meses de prisión; si era declarado culpable de violación, se enfrentaba a una pena de cadena perpetua.
Mixon también había sido el principal sospechoso en un caso de asesinato anterior. Sin embargo, debido a la falta de pruebas, había sido acusado solamente de delitos menores, que incluían posesión de parafernalia de drogas, falsificación, robo de identidad, intento de robo en mayor cuantía, y recibir propiedad robada.

## Consecuencias

### Tensiones raciales
Algunas cuestiones relacionadas con la raza surgieron después de los disparos. Como Mixon era de raza negra y los oficiales asesinados eran de ascendencia caucásica y/o asiática, varios líderes comunitarios expresaron su preocupación de que la confrontación podría llevar a un aumento de las tensiones entre la comunidad negra de Oakland y el Departamento de Policía de Oakland. A pesar de que muchos ciudadanos de Oakland habían dado un paso adelante para ayudar en la escena del tiroteo de la policía en motocicleta, unos 20 espectadores se habían burlado de la policía cuando se reunieron en la escena. Citando su causa como «resistencia a la brutalidad policial», activistas del movimiento Uhuru, que promueven el «internacionalismo africano», entregaron volantes en la zona donde Mixon se enfrentó a la policía, invitando a la gente a una manifestación en la que podrían «mantener la resistencia» del «Hermano Lovelle Mixon». El San Francisco Bay View, que se identifica como un «periódico nacional negro», sugirió que el asesinato de los cuatro policías fue una victoria para «la gente» y se refirió a la muerte de Lovelle Mixon como un «asesinato». Aproximadamente 60 personas asistieron a la marcha del movimiento Uhuru en apoyo a Mixon. Los manifestantes marcharon por el MacArthur Boulevard, algunos con carteles que proclamaban «genocidio». Por otra parte, Caroline Mixon, una prima de Lovelle Mixon, rindió un homenaje público a la policía de Oakland, dándoles las gracias por «servir y proteger la ciudad de Oakland».

### Línea de tiempo
- 22 de marzo – El gobernador de California, Arnold Schwarzenegger ordenó que las banderas en el capitolio estatal se izen a media asta en honor de los oficiales muertos.[23]
- 23 de marzo – Se cosecharon los órganos del oficial John Hege. Después de que Hege fue trasladado al hospital, los médicos determinaron que su cerebro carecía de actividad suficiente para mantener la vida. Fue el único de los cuatro agentes fatalmente heridos que era un donante de órganos registrado, y tuvo que ser considerado oficialmente con muerte cerebral antes de que legalmente pudieran ser cosechadas sus órganos. Como resultado, se le mantuvo con vida a la espera de la declaración oficial de la muerte cerebral y posterior trasplante de órganos. Hege fue declarado oficialmente con muerte cerebral el 22 de marzo. Sus órganos fueron cosechados el 23 de marzo, fue desconectado de soporte vital esa noche, y murió después. Sus donaciones de órganos y tejidos salvaron cuatro vidas y mejoraron otras 50.[24]
- 24 de marzo – Una vigilia se llevó a cabo por la ciudad de Oakland en el lugar de los disparos. Al menos 1 000 personas asistieron, incluyendo al alcalde Ron Dellums, el vicegobernador John Garamendi, y el jefe de policía Howard Jordan.[25][26]
- 24 de marzo – La hermana de Mixon, Enjoli Mixon, en cuyo apartamento se produjo el tiroteo, apareció en una corte de Fremont, tras ser detenida en una orden de aprehensión derivada de un delito menor de posesión de drogas de octubre de 2008.[27]
- 25 de marzo – El congresista de los Estados Unidos Jerry McNerney dio un discurso en el pleno de la Cámara de Representantes en honor a los cuatro policías muertos.[28]
- 25 de marzo – Una vigilia por Mixon, patrocinada por el movimiento Uhuru, se llevó a cabo a lo largo del MacArthur Boulevard en Oakland, cerca de donde se produjeron los disparos. Contó con la presencia de la madre de Mixon, su esposa, algunos de los miembros de su familia, y aproximadamente otras 60 personas.[29][30]
- 27 de marzo – Un funeral público para los cuatro agentes se celebró en el Oracle Arena de Oakland. Al mismo asistieron al menos 21 000 personas.
- 31 de marzo – Aproximadamente 500 personas asistieron al funeral de Mixon. El servicio incluyó miembros de la familia, amigos, cantantes y poetas, y se llevó a cabo en el Boulevard Internacional de Oakland. Un ministro de la Nación del Islam pidió a todos recordar que ellos se reunieron para apoyar a la familia de Mixon, y un miembro de la familia habló de cómo Mixon se había alejado de Dios.[31]
- 31 de marzo – Varios cientos de personas se reunieron en la tarde en un evento organizado por Pastors of Oakland, que se compone principalmente de ministros negros. Caroline Mixon, una prima de Lovelle Mixon, agradeció públicamente al Departamento de Policía de Oakland por servir y proteger a la gente de Oakland. El reverendo Doug Stevens exhortó a los reunidos a vivir como si ya estuvieran en el cielo, «sin tener en cuenta el color o clase».[22]
- 10 de abril – Los Oakland Athletics rindieron homenaje a los cuatro agentes muertos en el Oakland-Alameda County Coliseum en una ceremonia especial antes de su primer partido en casa contra los Seattle Mariners. Los jugadores se pusieron gorras de la policía de Oakland para la ceremonia y debutaron parches con la inscripción «OPD» en sus uniformes blancos de local, los cuales fueron usados por el resto de la temporada 2009.[32]
- 4 de mayo – Un laboratorio estatal asociado con el Departamento de Policía de Oakland informó que el ADN de Lovelle Mixon lo vinculaba a la violación de una niña de 12 años de edad el 5 de febrero de 2009 y también demostró que robó y violó a dos mujeres jóvenes en la mañana de los disparos. Sobre la base de esta última revelación, el procurador general del estado de California y exalcalde de Oakland, Jerry Brown, declaró que Mixon había sido «una fuerza de destrucción de un solo hombre». El sargento Dom Arotzarena, presidente de la Asociación de Oficiales de Policía de Oakland, lamentó que esta nueva información «no trae a los chicos de vuelta ... todo lo que dice es, a sus seguidores, que éste es a quien ustedes están apoyando. Felicidades por apoyar a un monstruo».[1]

## Funeral de los policías
En la mañana del 27 de marzo de 2009, miles de ciudadanos de Oakland llenaron los pasos elevados y calles cerca del Oracle Arena en una muestra de apoyo para el Departamento de Policía de Oakland y los oficiales asesinados. Para el momento que el servicio comenzó a las 11:00 a. m. PDT, la arena estaba llena a su capacidad de 19 000, incluyendo toda la fuerza policial de 800 efectivos de Oakland; un desbordamiento de al menos 2 000 personas se extendió al vecino Oakland Coliseum. Agentes de policía de todo el estado y la nación, así como un contingente de Canadá, asistieron al evento.
Entre los oradores estuvieron el gobernador Arnold Schwarzenegger, las senadoras Dianne Feinstein y Barbara Boxer, y el procurador general Jerry Brown. El alcalde de Oakland Ron Dellums asistió; sin embargo, se le fue pedido que no hablara en el funeral por al menos dos de las familias de los oficiales muertos, y él honró esta solicitud. La congresista Barbara Lee, el vicegobernador John Garamendi, el alcalde de San Francisco Gavin Newsom y el alcalde de Los Ángeles Antonio Villaraigosa también asistieron, pero no hablaron. El capellán del Departamento de Policía de Oakland, el padre Jayson Landeza, leyó una carta de simpatía y apoyo del presidente de los Estados Unidos Barack Obama y la primera dama Michelle Obama. Los familiares, amigos y compañeros de los oficiales entregaron elogios a los cuatro agentes muertos, alabando su heroísmo, humanidad, y el servicio desinteresado a la gente de Oakland.
Un homenaje vino del capitán de la Policía de Oakland Edward Tracey, comandante del equipo SWAT que arrinconó a Mixon. «Eran mis hombres ... Murieron haciendo lo que amaban: montar en motocicletas, pateando puertas, sirviendo en SWAT», dijo. El capitán Tracey dio las gracias a los testigos que llamaron al 911 y trataron de ayudar al sargento Dunakin y al oficial Hege, «A los ciudadanos que llamaron al 911 el pasado sábado para informar que nuestros oficiales estaban caídos y el hombre valiente ... espero que me oiga, señor ... el hombre valiente que proporcionó RCP a nuestros héroes caídos; gracias a ustedes, gracias desde el fondo de nuestros corazones. Sus acciones nos permiten saber que ellos, que estos oficiales, no murieron en vano. Que el pueblo, a los que ellos estaban allí para servir, fueron los que les ayudaron al final». El «hombre valiente» al que estaba dando las gracias era Clarence Ellis, que había utilizado su propia ropa para taponar la sangre arterial que salía a borbotones del cuello del sargento Mark Dunakin.
Con referencia a la cobertura de prensa que intentó vincular el asesinato de los oficiales con el asesinato de Oscar Grant el 1 de enero de 2009, el teniente retirado del Departamento de Policía de Oakland Lawrence Eade advirtió a la prensa: «Para aquellos que manipulan la historia, que sus carreras sean extremadamente difíciles hasta que digan la verdad ... esto no es acerca de su cuota de audiencia, se trata de una pérdida trágica ... los ciudadanos no se están armando contra la policía, no hay guerra entre nosotros y no se puede crear una».